# 붕괴: 스타레일
붕괴: 스타레일(중국어 간체자: 崩坏: 星穹铁道, 병음: Bēng huài: Xīng Qióng Tiě Dào, 직역: Honkai: Star Dome Railway)은 호요버스에서 개발 및 출시한 부분 유료화 3차원 컴퓨터 그래픽스 전략 롤플레잉 게임이다. 2023년 4월 26일 마이크로소프트 윈도우 및 모바일로 출시되었으며, 플레이스테이션 4 및 플레이스테이션 5는 계획되고 있다. 붕괴 시리즈의 네 번째 작품으로, 붕괴3rd의 캐릭터와 원신의 게임플레이 요소를 사용한다.

## 개발
붕괴: 스타레일은 2021년 10월 붕괴3rd의 온라인 콘서트인 성화의 울림의 끝 부분에서 공개되었으며, 이후 게임의 공식 유튜브 채널에서 공개되었다. 게임의 절반은 싱가포르에 있는 호요버스 사무실에서 개발되었다.
붕괴: 스타레일은 그 달 말에 첫 번째 비공개 베타 테스트에 들어갔다. 2022년 5월에서 6월 사이에는 두 번째 비공개 베타 테스트가 진행되었다. 최종 비공개 베타 테스트는 2023년 2월과 게임 출시 전에 진행되었다. 2023년 4월, 호요버스는 사전 예약자가 천만 명이라고 발표하였다.